# Kota Aoki
Kota Aoki (青木 孝太 Aoki Kōta?, nacido el 27 de abril de 1987 en Ōmihachiman, Shiga) es un exfutbolista japonés. Jugaba de delantero y su último club fue el Thespakusatsu Gunma de Japón.

## Trayectoria

### Clubes
| Club                | País  | Año         |
| ------------------- | ----- | ----------- |
| JEF United Chiba    | Japón | 2006 - 2011 |
| Fagiano Okayama     | Japón | 2009        |
| Ventforet Kofu      | Japón | 2012        |
| Thespakusatsu Gunma | Japón | 2013 - 2014 |

## Estadística de carrera

### J. League
| Club                | Año   | J. League | J. League | Copa J. League | Copa J. League | Total | Total |
| Club                | Año   | Part.     | Goles     | Part.          | Goles          | Part. | Goles |
| ------------------- | ----- | --------- | --------- | -------------- | -------------- | ----- | ----- |
| JEF United Chiba    | 2006  | 3         | 1         | 0              | 0              | 3     | 1     |
| JEF United Chiba    | 2007  | 19        | 3         | 3              | 0              | 22    | 3     |
| JEF United Chiba    | 2008  | 13        | 0         | 2              | 0              | 15    | 0     |
| JEF United Chiba    | 2009  | 0         | 0         | 0              | 0              | 0     | 0     |
| Fagiano Okayama     | 2009  | 31        | 6         | -              | -              | 31    | 6     |
| JEF United Chiba    | 2010  | 23        | 6         | -              | -              | 23    | 6     |
| JEF United Chiba    | 2011  | 22        | 1         | -              | -              | 22    | 1     |
| Ventforet Kofu      | 2012  | 13        | 0         | -              | -              | 13    | 0     |
| Thespakusatsu Gunma | 2013  | 41        | 3         | -              | -              | 41    | 3     |
| Thespakusatsu Gunma | 2014  | 40        | 6         | -              | -              | 40    | 6     |
| Total               | Total | 205       | 26        | 5              | 0              | 210   | 26    |

## Palmarés

### Títulos nacionales
| Título         | Club             | País  | Año  |
| -------------- | ---------------- | ----- | ---- |
| Copa J. League | JEF United Chiba | Japón | 2006 |
| J2 League      | Ventforet Kofu   | Japón | 2012 |